# Hamilton (Kanada)
Hamilton – miasto w Kanadzie, w prowincji Ontario, położone na zachodnim krańcu jeziora Ontario, w regionie Golden Horseshoe, ok. 61 km (38 mil) na południowy–zachód od Toronto, ok. 70 km (40 mil) od granicy Stanów Zjednoczonych. 
W 2016 miasto liczyło 536 917 mieszkańców (10. pod względem liczby ludności miasto w Kanadzie), a obszar metropolitalny liczył 747 545 mieszkańców. W przeciągu 62 lat (od 1951) w Hamiltonie odnotowano intensywny ponad 157% wzrost liczby mieszkańców.
Port śródlądowy połączony z innymi Wielkimi Jeziorami i z Oceanem Atlantyckim Drogą Wodną Świętego Wawrzyńca. Ośrodek naukowy,  (Uniwersytet McMaster) finansowy. W mieście rozwinął się przemysł metalowy, maszynowy, środków transportu, elektrotechniczny, chemiczny oraz hutniczy. Miasto jest węzłem kolejowym i transportowym (autostrady: 403 i QEW), funkcjonuje tu również międzynarodowy port lotniczy Hamilton–John C. Munro. 

## Historia
W 1669 okolicę odwiedził francuski odkrywca delty Missisipi oraz badacz Ameryki Północnej – René-Robert Cavelier de La Salle.
Od 1778 następował proces osadnictwa tego regionu. Nazwa Hamilton nawiązuje do założyciela miasta Georga Hamiltona (1788–1836). Gwałtowny rozwój miejscowości nastąpił po otwarciu kanału (1830), łączącego port Hamilton z jeziorem Ontario.
Od 1846 funkcjonuje oficjalnie jako miasto.
W Hamilton urodziła się m.in. działaczka polityczna Ellen Fairclough, aktorzy Martin Short, Eugene Levy, Luke Kirby, perkusista rockowy Neil Peart, aktorki Kathleen Robertson i Ashley Leggat, hokeista Dave Andreychuk oraz snowboardzista Brad Martin.

## Kultura
W mieście kręcony był m.in. film: Silent Hill (2006), Śniadanie ze Scotem (2007), Spotlight (2015) oraz Kształt wody (2017).

## Sport
| Dyscyplina        | Nazwa/klub                           |
| ----------------- | ------------------------------------ |
| Hokej na lodzie   | Hamilton Bulldogs (OHL)              |
| Hokej na lodzie   | Hamilton Bulldogs (AHL) (rozwiązany) |
| Futbol kanadyjski | Hamilton Tiger-Cats                  |

## Miasta partnerskie
Współpraca międzynarodowa:
- Kanada: Shawinigan,
- Indie: Mangaluru,
- Japonia: Kaga,
- Japonia: Fukuyama,
- Włochy: Racalmuto,
- Włochy: Valle Peligna,
- Chińska Republika Ludowa: Ma’anshan,
- Stany Zjednoczone: Flint,
- Stany Zjednoczone: Sarasota,
- Meksyk: Monterrey.